# Vila Franca do Campo
Vila Franca do Campo (dosłownie Wolne Miasto na Prowincji) – miejscowość na Azorach (region autonomiczny Portugalii) i siedziba gminy o tej samej nazwie, zlokalizowanej na południowym wybrzeżu wyspy São Miguel. Według danych spisowych na rok 2011 sam ośrodek miejski, założony w 1472 r., liczył 4085 mieszkańców. Północną, górzystą część gminy porastają obficie lasy wawrzynowe, okolice wybrzeża nadają się natomiast pod uprawy i zamieszkanie.

## Sołectwa gminy Vila Franca do Campo
- Água de Alto - 1788 osób (2011 r.)[1]
- Ponta Garça - 3547 osób
- Ribeira das Tainhas - 703 osoby
- Ribeira Seca - 1106 osób
- São Miguel – 2659 osób
- São Pedro - 1426 osób